# Drumul european E79
Drumul european E79 face parte din rețeaua de drumuri europene. Începe în Miskolc, Ungaria, intră în România, pe unde trece prin orașele Oradea,  Deva, Petroșani, Târgu Jiu, Craiova și Calafat, intră apoi în Bulgaria prin Vidin, trece prin Sofia și se termină în Salonic, Grecia.